# Ꙙ

## Закрытый малый юс

Закрытый малый юс

В памятниках югославского и болгарского письма XI—XII веков также встречаются особые закрытые юсы. Ꙙ (и его редкий йотированный вариант Ꙝ) обычно использовался на месте малого или малого йотированного юсов. За исключением отдельных случаев, русским памятникам эти буквы почти неизвестны.
1. ↑  Карский, 1928, с. 207—208.